# Kleiwegkwartier

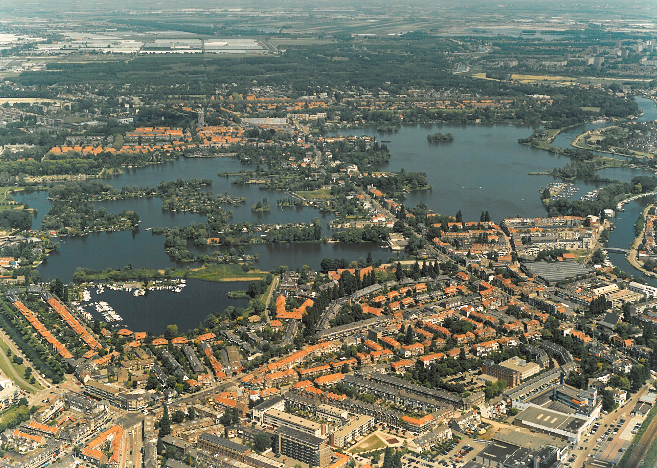
Kleiwegkwartier met Bergse Achterplas

Het Kleiwegkwartier ligt net ten noorden van de rijksweg 20 en maakt deel uit van het Rotterdamse stadsdeel Hillegersberg-Schiebroek. Tot de opheffing van de gemeenten Hillegersberg en Schiebroek in 1941 behoorde de wijk bij die gemeenten. 
Centraal door de wijk loopt de Kleiweg, waaraan de wijk de naam heeft te danken. De Kleiweg was oorspronkelijk de verbindingsweg tussen Rotterdam en Overschie. Aan deze weg stonden boerderijen, bedrijven en woningen, totdat in de jaren 1930 de landerijen tussen de spoorlijn en de Bergse Achterplas werden volgebouwd. De woningen ten noorden van de Kleiweg zijn luxueuzer dan de woningen aan de zuidzijde. 
De wijk staat binnen de gemeente Rotterdam officieel bekend onder de naam Hillegersberg-Zuid.

## Bedrijven
In de wijk zijn twee remises van de RET gevestigd. Remise Kleiweg, tevens centrale werkplaats waar metro- en tramvoertuigen worden onderhouden, was vroeger de fabriek van Allan spoorwagons. Remise Hillegersberg staat aan de Kootsekade. Deze remise uit 1923 huisvest het Rotterdams Openbaar Vervoer Museum, museumtrams- en metro's worden er ook onderhouden.

## Straatweg
Haaks op de Kleiweg loopt de Straatweg, die van rijksweg 20 tot aan Hillegersberg-Noord loopt. Deze brede straat kenmerkt zich door de vele grote en luxe woningen en is ingesloten tussen de twee Bergse plassen (de Voorplas en de Achterplas). De Straatweg is een deel van de oude Bergweg, een doorgaande weg die van Bergschenhoek naar Rotterdam liep. In het centrum van Bergschenhoek heet deze weg nu Bergweg-Noord en buiten het centrum naar Rotterdam Bergweg-Zuid. Op de grens van Bergschenhoek en Rotterdam begint de Grindweg. Het gedeelte waar in Hillegersberg de winkels staan heet Bergse Dorpstraat. Vervolgens gaat deze over in de Straatweg. Aan het eind van de Straatweg ligt het Muizengaatje, zo genoemd omdat de weg hier versmald onder de spoorlijn naar Utrecht en de A20 gaat. Aan de andere kant van de A20 heet de weg weer Bergweg.

## Openbaar vervoer
Waar de Straatweg de spoorlijn naar Utrecht kruist ligt station Rotterdam Noord. Daarnaast was er vroeger een halte aan de Hofpleinlijn waar deze de Kleiweg kruist, genaamd station Rotterdam Kleiweg. Dit station is in 2006 gesloten en vervangen door metrostation Melanchthonweg dat enkele tientallen meters verderop is gelegen aan de Melanchtonweg in Schiebroek. Over de Kleiweg rijdt RET-tramlijn 6. Verder rijdt er een RET-buslijn, lijn 174, vanaf station Rotterdam Noord via de Kleiweg naar Delft.

## Scholen
De volgende scholen bevinden zich in het Kleiwegkwartier
| Schoolnaam           | Type                       |
| -------------------- | -------------------------- |
| Goede Herderschool   | Voorschool                 |
| de Bergse Zonnebloem | Basisschool (Daltonschool) |
| de Tarcisiusschool   | Basisschool                |
| Goede Herderschool   | Basisschool (dependance)   |

## Funderingsproblematiek
In april 2014 kwam de wijk landelijk in het nieuws omdat een aantal woningen in de Margrietstraat acuut ontruimd moesten worden wegens instortingsgevaar. De slechte staat van de fundering van deze woningen maakte het volgens de gemeente onverantwoord om de huizen nog langer te bewonen. Begin 2015 werd een uitgebreid onderzoek gestart naar de funderingsproblemen in een deel van het Kleiwegkwartier. Doel van dit onderzoek was inzicht te krijgen in de status van de funderingen. Daarnaast zou het project een handboek moeten opleveren voor wijken met funderingsproblemen. Het project loopt onder de naam 'Goed gefundeerd!' anno 2019 nog steeds.

## Publicaties, een selectie
- Lara Voerman & Evelien van Es. Kleiwegkwartier: Cultuurhistorische Verkenning. In opdracht van Gemeente Rotterdam, 4 mei 2018 (online)
- Henk Koetsveld. Een eeuw kleiwegkwartier (1919-2020), ism Bewonersorganisatie Kleiwegkwartier, 2020 (online)